# Isles of Scilly Football League
Isles of Scilly Football League är Scillyöarnas fotbollsliga.  Ligan uppges vara världens minsta vad gäller antalet lag, med bara två klubbar.
Ligan är ansluten till Engelska fotbollsförbundet.

## Historik
Under 1920-talet startade Lyonnesse Inter-Island Cup, en tävling mellan öarna Saint Mary's, Tresco, Saint Martins, Bryher och Saint Agnes.  Under 1950-talet fanns bara två klubbar kvar - Rangers och Rovers.  1984 bytte de namn till Garrison Gunners och Woolpack Wanderers.

## Tävlingsstruktur

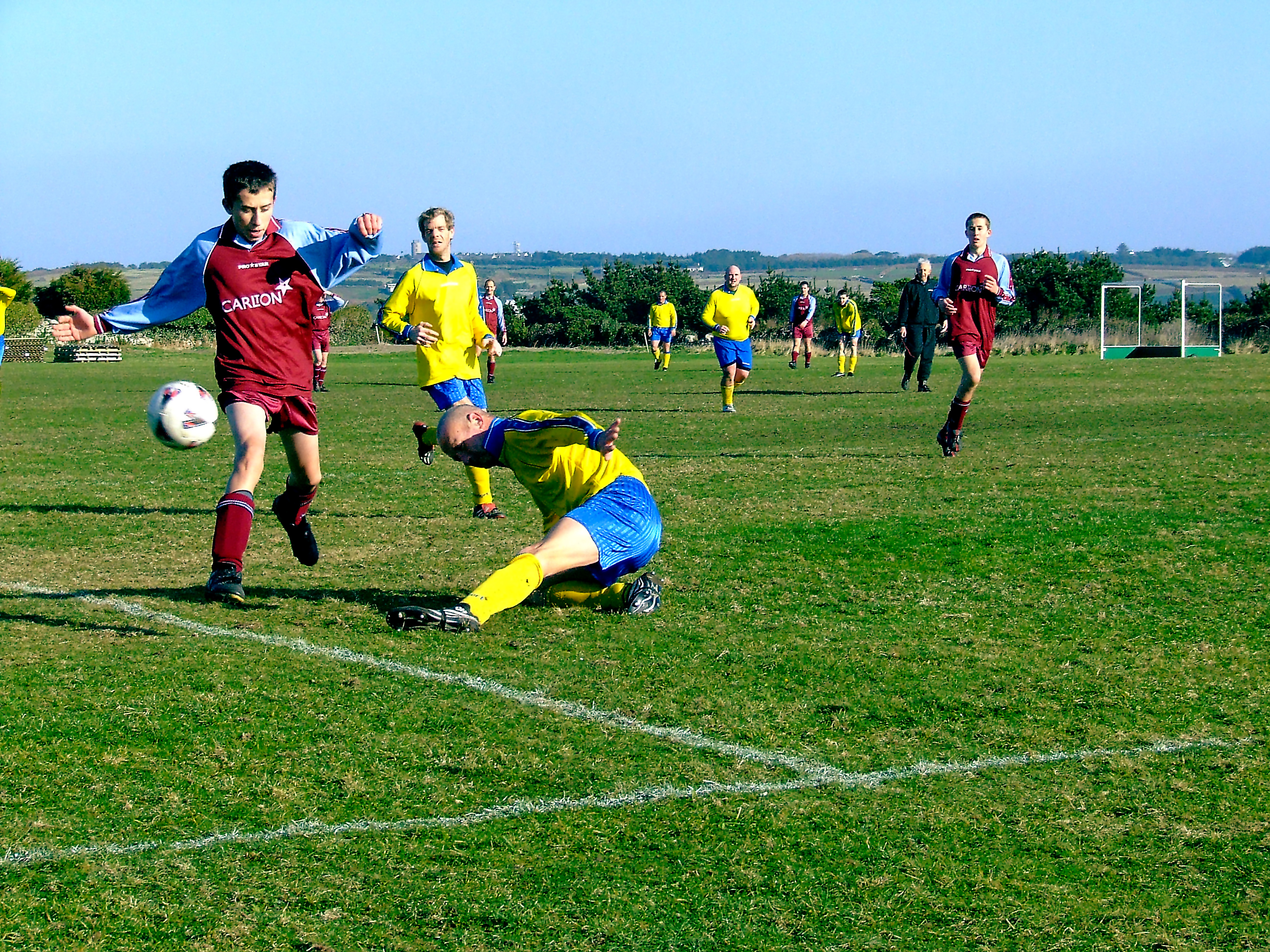
Match - Garrison Gunners i gula matchtröjor, mot Woolpack Wanderers i röda.

Varje söndag möts Woolpack Wanderers och Gunners 17 gånger under säsongen. Det finns också två cuper: Wholesalers Cup och Foredeck Cup, som spelas med hemma- och bortamöten.  På Boxing Day spelar "gamlingarna mot ynglingarna". Säsongen börjar med Charity Shield.  Alla matcher spelas på Garrisons fotbollsplan, på ön Saint Mary's.

## Troféer
Woolpack Wanderers vann Charity Cup fem gånger - 2002, 2004, 2005, 2006 och 2007. De fann också Lioness Shield 2006 och 2007.
Garrison Gunners vann Lioness Shield 2005.
Seriespelet pågår vintertid, från mitten av november till slutet av mars.
Ibland spelar ett gemensamt lag, som representera Scillyöarna, mot Newlyn Non Athletico, ett lag från nivå 14 i Englands seriesystem för fotboll.  Ett lag från Truro spelar årligen mot ett kombinerat lag.
Ligan har gjort försök att nå Guinness Rekordbok, som "världens minsta liga".
I april 2008, bedrev Adidas en reklamkampanj vid namn "Dream Big", som uppmärksammade ligan, i kampanjen ingick spelare som David Beckham, Steven Gerrard och Patrick Vieira.

## Problem
Scillyöarna kämpar för att behålla unga människor. Högre studier än för 16-åringar existerar inte, så då ungdomarna fyller 16, flyttar de därifrån för studier. Husen är också dyra, och många återvänder inte förrän flera år senare. Howard Cole uppskattade att båda lagens spelare i snitt var i 35-årsåldern.

### Fotnoter
1. 1 2 3 4 5 6  ”WSL About Us”. worldssmallestleague.co.uk. Arkiverad från originalet den 28 september 2008. https://web.archive.org/web/20080928043310/http://www.worldssmallestleague.co.uk/html/about_us.html. Läst 29 september 2008.
2. 1 2  Booth, Lawrence (12 maj 2004). ”Is third really a bad omen?”. London: The Guardian. http://www.guardian.co.uk/football/2004/may/12/theknowledge.sport. Läst 29 september 2008.
3. 1 2 3  Morris, Steven (20 november 2008). ”The league that can field only two teams for the game of two halves”. London: The Guardian. http://www.guardian.co.uk/uk/2006/nov/20/football.stevenmorris. Läst 29 september 2008.
4. 1 2  ”WSL Trophy Room”. worldssmallestleague.co.uk. Arkiverad från originalet den 28 september 2008. https://web.archive.org/web/20080928043335/http://www.worldssmallestleague.co.uk/html/trophy_room.html. Läst 29 september 2008.
5. ↑  ”WSL Fixtures”. worldssmallestleague.co.uk. Arkiverad från originalet den 2 november 2008. https://web.archive.org/web/20081102192639/http://www.worldssmallestleague.co.uk/html/fixtures.html. Läst 20 oktober 2008.
6. ↑  Sweney, Mark (21 april 2008). ”Adidas stars visit football's minnows”. London: The Guardian. http://www.guardian.co.uk/media/2008/apr/21/advertising. Läst 29 september 2008.